# 안금애
안금애(安琴愛, 1980년 6월 3일~)는 조선민주주의인민공화국의 유도 선수이다. 2008년 하계 올림픽 여자 유도 52kg 이하급에서 은메달을 획득하고, 4년 후 계순희 코치의 지도를 받아 같은 체급으로 나선 2012년 하계 올림픽에서 금메달을 획득하였다. 이는 조선민주주의인민공화국이 통산 2번째로 획득한 올림픽 유도 금메달이다.

## 같이 보기
- 계순희